# Hệ hành tinh

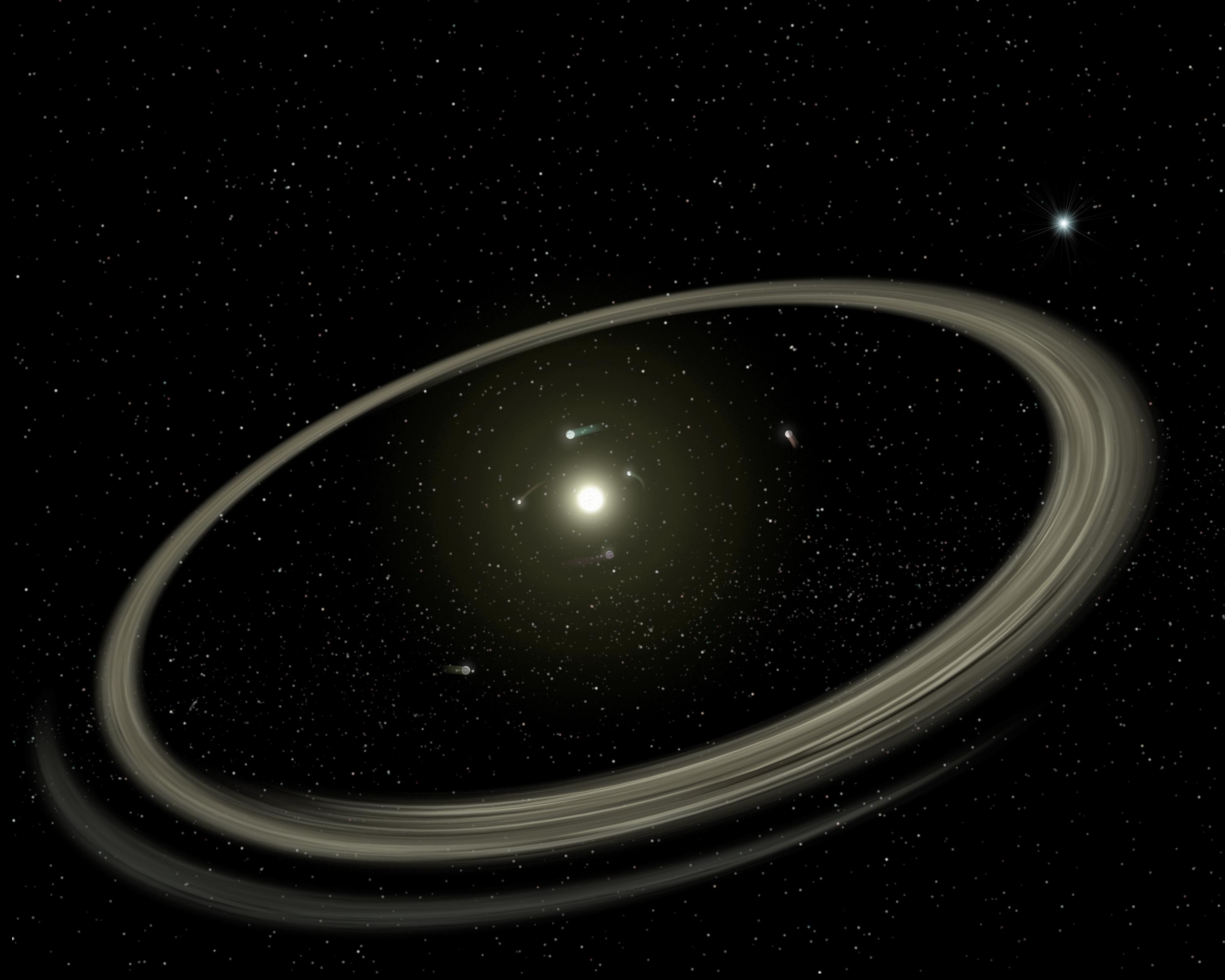
Minh họa hệ hành tinh.

Hệ hành tinh là tập hợp các thiên thể liên kết hấp dẫn với nhau trong quỹ đạo quanh một ngôi sao hoặc hệ sao. Nói chung, hệ hành tinh miêu tả một hoặc nhiều hành tinh, cùng với nhiều thiên thể khác như hành tinh lùn, tiểu hành tinh, vệ tinh tự nhiên, thiên thạch, sao chổi và hành tinh vi hình cũng như đĩa bụi quay quanh ngôi sao chính. Mặt Trời cùng với hệ hành tinh của nó, bao gồm Trái Đất, làm thành hệ hành tinh gọi là Hệ Mặt Trời. Ngoài ra các nhà thiên văn học còn sử dụng các thuật ngữ hệ hành tinh ngoại hệ hay hệ hành tinh ngoài Hệ Mặt Trời để miêu tả các hệ hành tinh quay quanh những ngôi sao khác. Tên gọi của những hệ hành tinh thường lấy tên theo ngôi sao chính hoặc hệ sao chính, còn các hành tinh quay quanh theo quy ước đặt theo tên ngôi sao chính ở trước và đi sau là thứ tự b, c, d, e....
Trước thế kỷ 16 và mô hình Copernicus ra đời, hiểu biết của con người về hệ hành tinh bị giới hạn trong phạm vi hệ Mặt Trời và mô hình nhật tâm (và trước đó là mô hình địa tâm). Mặc dù có nhiều khám phá, quan sát và gửi tàu thăm dò đến một số hành tinh thuộc hệ Mặt Trời, việc có tồn tại hay không hành tinh ngoài hệ Mặt Trời vẫn chỉ là phỏng đoán cho đến khi các nhà thiên văn phát hiện ra hệ hành tinh ngoại hệ đầu tiên PSR B1257+12 bao gồm một hành tinh quay quanh pulsar, xác nhận vào năm 1992, với nhiều kỷ lục mới lập như hành tinh ngoại hệ đầu tiên được phát hiện, cũng như pulsar đầu tiên có hành tinh quay quanh nó, và là hệ hành tinh đầu tiên (nhiều hơn 1 hành tinh) với ít nhất 3 hành tinh được phát hiện quay quanh.
Bước sang thế kỷ 21 là thời kỳ vàng của một loạt các hành tinh ngoại hệ cũng như hệ hành tinh được phát hiện, tốc độ phát hiện tăng lên rất nhanh với nhiều kính thiên văn không gian phóng lên nhằm mục đích săn lùng các hành tinh. Cho đến 2013, xác nhận có 2,841 hệ hành tinh, bao gồm 936hệ chứa nhiều hơn hai hành tinh.. Hàng trăm hệ khác vẫn đang chờ được xác nhận. Theo thứ hạng hệ hành tinh có nhiều hành tinh nhất, Hệ Mặt Trời đứng đầu tiên với 8 hành tinh. Tuy thế, hệ HD 10180 đã có 7 hành tinh được xác nhận và còn 2 hành tinh nữa đang chờ phân tích, và nếu chúng tồn tại thì hệ này sẽ có 9 hành tinh, và trở thành hệ hành tinh có nhiều hành tinh nhất. Hệ hành tinh cũng rất đa dạng theo nhiều tính chất, cùng với nhiều loại sao trung tâm. Hệ hành tinh gần nhất được xác nhận là Alpha Centauri với hành tinh Alpha Centauri Bb nằm cách Trái Đất 4,37 ly và khối lượng xấp xỉ khối lượng Trái Đất. Hệ hành tinh gần nhất với nhiều hành tinh quay quanh là Gliese 876 ở khoảng cách 15,3 ly với 4 hành tinh được xác nhận.
Tuy các nhà thiên văn cũng đã thu được những kiến thức đáng kể về các hệ hành tinh, nhưng còn rất nhiều điều liên quan đến nguồn gốc và sự tiến hóa cũng như lý thuyết về sự hình thành hành tinh vẫn cần phải giải đáp, như thuộc về ngành khoa học hành tinh.
Một vấn đề quan tâm của sinh học thiên văn đó là khu vực có thể sống được của hệ hành tinh, được cho là nơi thích hợp để thuận lợi nhất cho phát triển và duy trì sự sống ngoài Trái Đất.